# だから笑介
『だから笑介』（だからしょうすけ）は、聖日出夫による日本の青年漫画。
『ビッグコミックスペリオール』（小学館）にて連載された。単行本は全22巻（小学館ビッグコミックス）。『なぜか笑介』の続編。三流私大出から、一流商社である五井物産の係長に昇進した大原笑介の奮闘を描いた作品である。

## 登場人物
大原笑介
五井物産の係長。
大原今日子（旧姓：泉）
大原笑介の妻。
高山次長

岩田2課長

花園3課長

吉村
食品1課係長
加藤
食品2課係長
森川取締役

大橋常務

夏目部長

西野1課長
中川1課長の後任。大阪時代からの夏目部長の子分。